# Lago della Gruyère
Il lago della Gruyère (in francese Lac de la Gruyère, in tedesco Greyerzersee) è un lago artificiale della Svizzera situato nel 
Il lago è costituito dallo sbarramento del fiume Sarina e si estende per 13,5 km tra le città di Bulle e Fribourg. È il più lungo lago artificiale del paese ed il terzo più grande per volume d'acqua.
Al suo interno si trova la piccola isola Île d'Ogoz su cui si trovano i resti del castello di Pont-en-Ogoz.

## Storia
La diga ad arco di Rossens, progettata nel 1918, venne costruita fra il 1944 e il 1948 sotto la direzione dell'ingegnere Henri Gicot. 
Il riempimento del bacino e la messa in servizio delle installazioni idroelettriche avvennero nella primavera del 1948. Sfruttando un volume totale annuo di 700-1200 milioni di m3, la centrale elettrica di Hauterive (FR), alimentata da una condotta sotterranea in calcestruzzo, produce in media 280 milioni di kWh all'anno. 
I conflitti provocati inizialmente dalle divergenze fra gli interessi della popolazione, dell'Azienda elettrica friburghese e del turismo si sono gradualmente appianati e il lago è ormai parte integrante del paesaggio della Gruyère.